# Furtul de bunuri guvernamentale
Furtul de bunuri guvernamentale, clasificat, de asemenea, ca furtul de bunuri de la funcționari guvernamentali, este acțiunea de a efectua furtul de bunuri de la administrațiile federale, de stat⁠(d) sau locale; crima este o infracțiune în majoritatea zonelor. Acestea includ, deși nu sunt limitate la: deturnarea de fonduri, furtul oricăror înregistrări, bonuri, bani, etc. cu intenția de a obține personal, de a transmite sau de a dispune de materialul în cauză; deținerea, ascunderea sau păstrarea oricăror materiale de valoare în timp ce se cunoaște faptul că aceste materiale au fost furate, deturnate sau traficate ca contrabandă⁠(d) sunt, de asemenea, infracțiuni grave.

## Exemple ale acestor fapte criminale
Deturnarea de fonduri sau furtul de bunuri guvernamentale sunt aproape întotdeauna infracțiuni federale în mai multe țări. Actele anterioare includ, dar nu se limitează la Conversia, posesia sau însușirea de proprietăți guvernamentale pentru uz personal, utilizarea de vehicule sau calculatoare emise de guvern cu intenția de a utiliza aceste dispozitive în scop privat.
Acuzațiile de furt de bunuri guvernamentale sunt deseori însoțite de pedepse maxime de zece ani de închisoare și amenzi; cu toate acestea, în cazul în care proprietățile sunt sub 1.000 de dolari (în unele țări, zone ale lumii), cel care a comis infracțiunea este condamnat doar la un an de închisoare plus o amendă.

## Asaltul Capitoliului Statelor Unite ale Americii
Începând din dimineața târzie a zilei de 6 ianuarie, mii de persoane au intrat în Capitoliul SUA din Washington, D.C. Sute au fost acuzate de furtul sau distrugerea proprietății guvernamentale; treizeci au fost acuzate de prima faptă, iar alte patruzeci de a doua.
Printre exemplele de furt de bunuri în timpul acestor asalturi se numără furtul de laptopuri de către o mamă și fiul său din biroul președintelui Camerei Reprezentanților, Nancy Pelosi; de asemenea, au fost arestați zece locuitori din Carolina de Sud. Aproape jumătate dintre aceștia au fost acuzați de furt de bunuri guvernamentale. O femeie care s-a revoltat împotriva Capitoliului și care a fost observată purtând un panou cu mențiunea „numai pentru membri” a pledat ulterior vinovată la acuzații mai puțin grave; acuzațiile de furt de bunuri guvernamentale au fost retrase ca urmare a înțelegerii sale.

## Deteriorarea/distrugerea proprietății guvernamentale
Distrugerea proprietății guvernamentale, sau vandalismul⁠(d) intenționat (malicious mischief), înseamnă atunci când persoane care nu sunt autorizate să dețină o astfel de proprietate (de obicei) deteriorează sau distrug în mod deliberat proprietățile în cauză; pedeapsa normală este o amendă de până la 250.000 de dolari sau cinci ani de închisoare.